# Vangélis Mántzaris
Evángelos « Vangélis » Mántzaris (grec moderne : Ευάγγελος "Βαγγέλης" Μάντζαρης), né le 16 avril 1990 à Athènes, en Grèce, est un joueur grec de basket-ball. Il évolue au poste d'arrière.

## Biographie
En novembre 2021, Mántzaris rentre en Grèce et signe un contrat avec le PAOK Salonique.

## Palmarès

### En club
- Championnat de Grèce :
  - Vainqueur : 2012, 2015, 2016.
- Euroligue :
  - Vainqueur : 2012, 2013.
- Coupe intercontinentale :
  - Vainqueur : 2013.

### En sélection
- Finaliste du championnat du monde des moins de 19 ans 2013
- Champion d'Europe des 20 ans et moins 2009
- Finaliste du championnat d'Europe des 20 ans et moins 2010